# 长柱韭
长柱韭（学名：Allium longistylum）是葱科葱属的植物，是中国的特有植物。分布于中国大陆的山西、河北等地，生长于海拔1,500米至3,000米的地区，多生长在山坡草地上，目前已由人工引种栽培。